# Schloss Schmiding

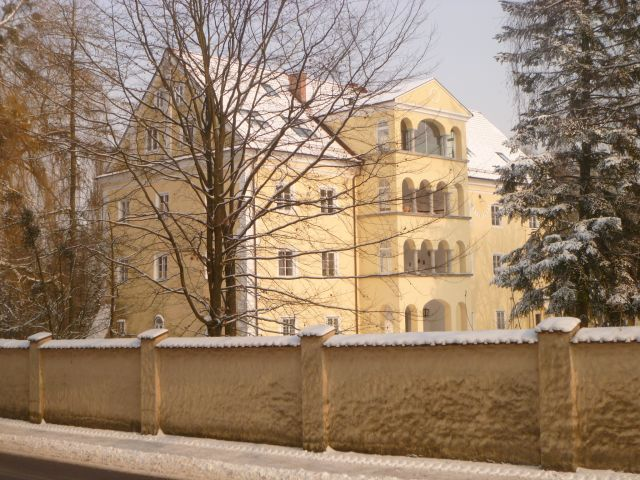
Schloss Schmiding heute

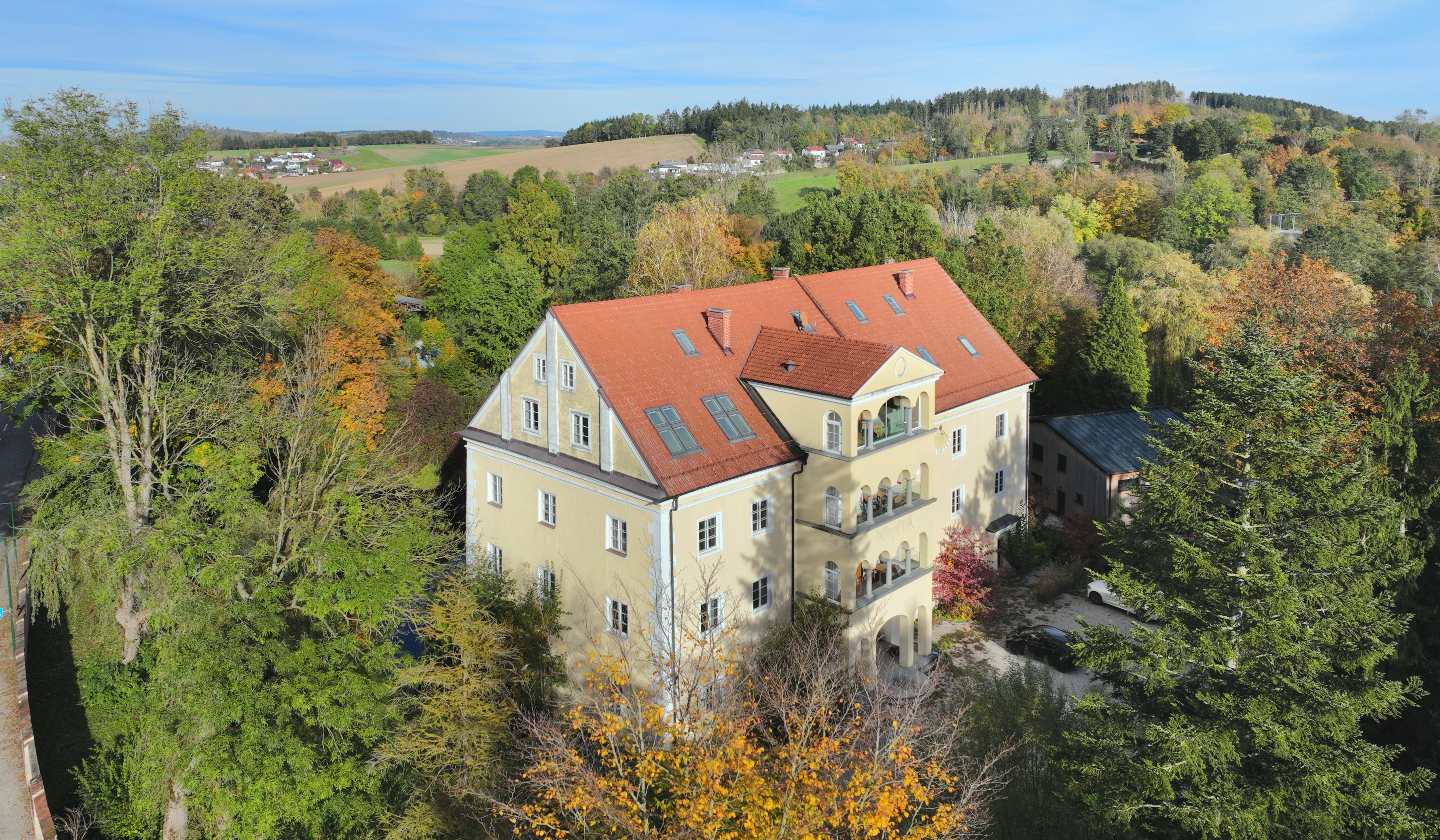
Westsüdwestansicht des Schlosses

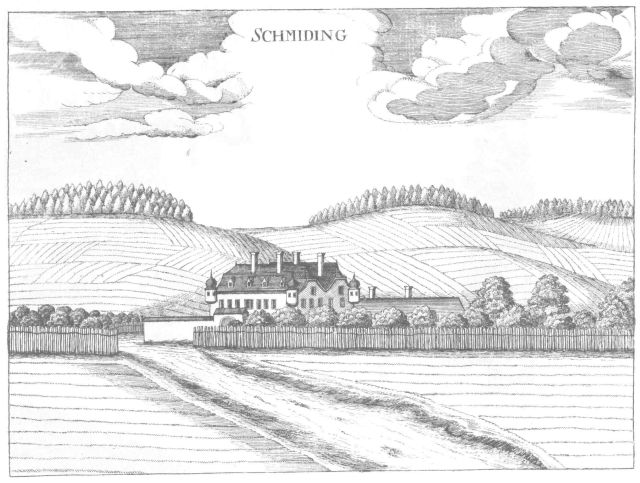
Schloss Schmiding, Kupferstich von Georg Matthäus Vischer um 1674

Schloss Schmiding ist eine frühere Wasserburg und Adelssitz in der Gemeinde Krenglbach in Oberösterreich.

## Geschichte
Erstmals urkundlich erwähnt wurde das Gut Schmiding im Jahre 1111 und weist den Menginhart von Polheim als den damaligen Besitzer aus. Von 1220 ist nochmals eine Erwähnung von Schloss Schmiding bekannt, dann schweigen die Urkunden für 200 Jahre. 1415 beleiht Herzog Albrecht V. Heinrich der Ofen mit dem Gut, nach 1430 folgen die Innerseer. 1527 war Stefan der Innerseer Inhaber des Lehens. Im Bauernkrieg von 1626 wurde es von Bauern besetzt gehalten. Weitere Besitzer waren die Reuter, die Engl und die von Öd. Die Schleifung der Wasserburg erfolgte wahrscheinlich unter den Batthyánys (1754: Theresia Gräfin Batthyany). 1815 war Fürst Philipp Batthyany-Strattmann Eigentümer des Schlosses und der Herrschaft. Wenige Jahre später verkaufte er diese an Alfred Fürst Montenuovo.
Schloss Schmiding ist ein einfacher dreigeschoßiger Bau mit Tonnengewölben aus dem 16. Jahrhundert und Stuckrahmendecken (um 1730).

## Gegenwart
Im Jahre 1882 ging Schmiding in bürgerlichen Besitz zu Händen von Franz Groß und in der Folge einer Reihe weiterer Besitzer über. Dem Orden der nach Franz von Sales benannten Oblaten des hl. Franz von Sales gehörte das Schloss bis 1928. Im Oktober 1928 hatte ein Herr Hofinger die Liegenschaft Schmiding vom Missionsorden der Salesianer erworben. Nach seinem Tod 1952 folgte W. Höfinger; unter ihm wurden die Trümmer abgetragen und der Weiher zum Teil trockengelegt. Im Zweiten Weltkrieg diente das Haus als Lazarett und Ausweichstelle des Krankenhauses von Wels.
In den 1960er Jahren wurde es restauriert und für Wohnzwecke umgebaut. Heute besitzt die Familie Artmann das Schloss und errichtete 1982 auf dem angrenzenden Areal den Zoo Schmiding (vormals Vogelpark Schmiding bzw. Zoologischer Garten Schmiding).